# Lockvögel (Walzer)
Lockvögel ist ein Walzer von Johann Strauss (Sohn) (op. 118). Das Werk wurde am 5. Juli 1852 in Denglers Bierhalle Fünfhaus, (Wien) erstmals aufgeführt.